# La Arizona
La Arizona ist ein Ort im mexikanischen Bundesstaat Sonora, gelegen im Municipio Nogales unweit der Grenze zu Arizona, USA. La Arizona, bestehend aus den beiden Ortsteilen La Hacienda und El Correo, liegt auf 974 Meter Höhe und hatte beim Zensus 2010 sechs Einwohner.